# Oftringen
Oftringen és un municipi del cantó d'Argòvia (Suïssa), situat al districte de Zofingue. El 2023 tenia 15.080 habitants.